# كتولوس

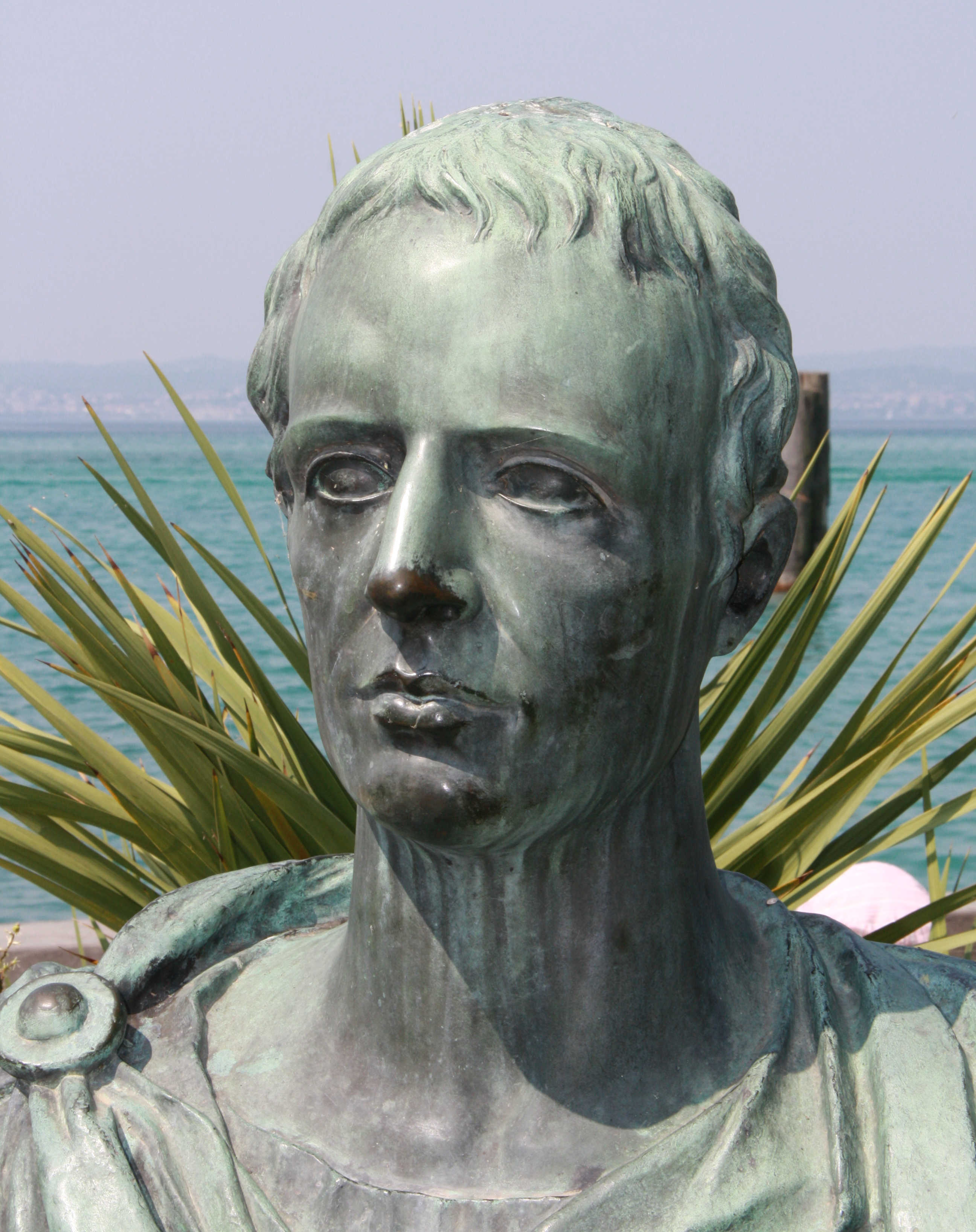
تمثال لرأس كتولوس في سيرميوني

غايوس فاليريوس كتولوس (باللاتينية: Gaius Valerius Catullus) هو شاعر لاتيني عاش في الفترة الأخيرة من الجمهورية الرومانية ولد في سنة 84 قبل الميلاد لعائلة متوسطة في فيرونا، أعماله لا تزال تقرأ عن نحو واسع وتأثيره متواصل في الشعر والفنون الأخرى توفي سنة 54 قبل الميلاد.

## وصلات خارجية
- كتولوس على موقع الموسوعة البريطانية (الإنجليزية)
- كتولوس على موقع ميوزك برينز (الإنجليزية)
- كتولوس على موقع إن إن دي بي (الإنجليزية)
- كتولوس على موقع ديسكوغز (الإنجليزية)
- كتولوس على موقع ديسكوغز (الإنجليزية)
- http://www.marefa.org/index.php/كاتولوس